# Castell de Montcortès
El castell de Montcortès és un edifici de Montcortès de Segarra, declarat bé cultural d'interès nacional. Està situat a la part més alta del nucli sobre una gran cinglera i davant una petita capella, a la part baixa del qual es troben les cases que posteriorment conformaren el poble.

## Història

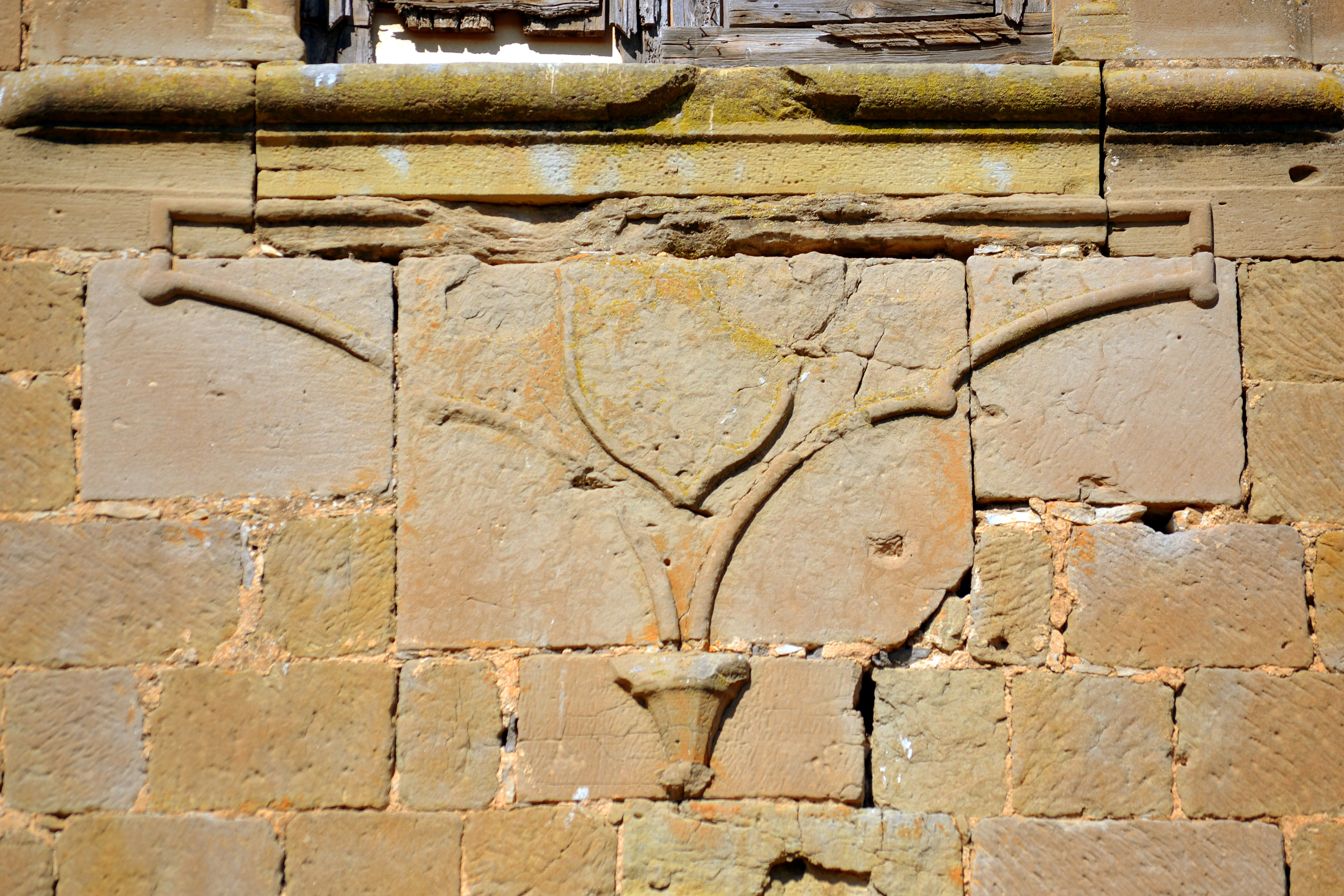
Castell de Montcortès

Ja existia l'any 1095, quan el cavaller Guillem Isarn de Trevics deixà en testament al seu fill o filla que havia de néixer el castell de Montcortès. L'any 1306 consta com a senyor del lloc Berenguer d'Anglesola el qual també n'era d'altres indrets propers. El 1381 havia passat als Llompard. Bernat Berenguer de Llompard, senyor de Montcortès, fou l'impulsor de la construcció del convent de Santa Clara a Cervera.
Per raons encara desconegudes, més endavant passa a mans dels Sacirera. Joan Sacirera feu construir, al final del segle xv, el notable edifici renaixentista que veiem avui dia. La data del contracte de la construcció és de 1493, i es conserva la capitulació de l'obra que Joan Sacirera pactà amb el mestre Joan Barrufet.
Després del domini de Sacirera durant el segle xvi, es feren amb la propietat els Marc, també senyors de Clariana, la Goda i Canós. D'aquest llinatge fou un membre destacat Pere Ausiàs Marc i d'Oluja (segles xvi-xvii), jurista i poeta, senyor del Canós, Montcortès, Clariana i la Goda. El fill d'aquest, Baltasar Ausiàs Marc i d'Alturub (o d'Alta-Riba segons les fonts), també jurista i poeta. A la seva mort el 1622, sense descendència, el castell va passar a la seva dona Anna Maria de Moixó. El llinatge Moxó conserva encara la propietat del castell.

## Arquitectura
L'obra del nou castell va donar com a resultat una majestuosa fortalesa que contrasta amb el petit nucli de Montcortès de Segarra, format per petites cases de pagès dels segles xvii i xviii i l'església de Santa Anna, del segle xvi. De planta rectangular, es poden distingir tres cossos ben diferenciats, el cos central utilitzat com a habitatge, les dues torres situades paral·lelament a l'esquerra de l'edifici, amb finalitats defensives, i un tercer cos situat a la dreta i de dimensions més petites destinat segurament a usos agrícoles.
Des de la façana principal es pot distingir la planta baixa amb la portalada d'accés d'arc de mig punt adovellat, i petites obertures en forma d'espitlleres, segurament utilitzada per finalitats agrícoles. Per damunt d'aquesta, s'alcen tres plantes superiors, la primera presenta finestres de mida mitjana i amb poc treball decoratiu. La segona planta, on segurament estava situada la planta noble, presenta tres finestres de grans dimensions amb motllures i brancals decorats. A la tercera planta o golfes, hi ha una sèrie d'obertures en arc rebaixat de petites dimensions juntament amb les restes de tres matacans.
Les dues torres situades a l'esquerra, queden separades per l'edifici central, al qual s'hi pot observar una finestra de les mateixes característiques que les situades a la planta noble de la façana principal. Les torres presenten petites obertures en forma d'espitlleres i a la part superior tornem a trobar la sèrie d'obertures en arc rebaixat de petites dimensions juntament amb les restes de diferents matacans que ressalten el seu ús defensiu. Tot el perímetre de l'edifici presenta un gruixut ràfec de maó d'influència morisca com a element de decoració. El cos situat a la dreta de l'edifici, presenta una obertura per accedir al seu interior formada per un arc rebaixat adovellat, amb volta de canó al seu interior.